# Maia Morgenstern
Maia Emilia Ninel Morgenstern (Bucarest, 1º maggio 1962) è un'attrice rumena.

## Biografia
È nata nel 1962 da una famiglia ebrea di Bucarest. Tra il 1981 ed il 1985 ha frequentato l'Accademia di teatro e film e fino al 1988 ha lavorato per il "Teatro dei Giovani" (Teatrul Tineretului) di Piatra Neamț; ha continuato la sua carriera al "Teatro Ebraico di Stato" (Teatrul Evreiesc de Stat) a Bucarest. Dal 1990 è un membro della compagnia del Teatro Nazionale "Ion Luca Caragiale" di Bucarest (Teatrul Național "Ion Luca Caragiale") pur mantenendo attiva la collaborazione con altri teatri della città: famosa è stata la sua parte nell'"Angelo Blu" (Îngerul Albastru) per il teatro Odeon di Bucarest. Nel 2004 ha recitato nel film La passione di Cristo di Mel Gibson nel ruolo di Maria.

## Vita privata
Si è sposata due volte ed ha tre figli: Tudor Aaron, Eva Leea Cabiria ed Ana Isadora.

## Filmografia
Qui vengono riportarti i suoi film conosciuti anche in Italia, ma molti altri sono in lingua rumena.
- La bilancia (Balanta), regia di Lucian Pintilie (1992)
- Tradire (Trahir), regia di Radu Mihăileanu (1993)
- Lo sguardo di Ulisse (Το Βλέμμα του Οδυσσέα), regia di Theo Angelopoulos (1995)
- La settima stanza (Siódmy pokój), regia di Márta Mészáros (1995)
- La passione di Cristo (The Passion of the Christ), regia di Mel Gibson (2004)
- Mar Nero, regia di Federico Bondi (2008)
- Eva, regia di Adrian Popovici (2010)
- Crucifixion - Il male è stato invocato (The Crucifixion), regia di Xavier Gens (2017)
- Lucania, regia di Gigi Roccati (2019)
- Terezín, regia di Gabriele Guidi (2023)